# Chickenfoot
I Chickenfoot sono un supergruppo hard rock statunitense formatosi nel 2008 e composto dal cantante Sammy Hagar (ex membro di Van Halen e Montrose), dal bassista Michael Anthony (ex-Van Halen), dal chitarrista Joe Satriani e dal batterista Chad Smith (Red Hot Chili Peppers).

## Storia
Il primo nucleo del gruppo viene a formarsi dopo che Chad Smith e Sammy Hagar si ritrovano vicini di casa a Cabo San Lucas, in Messico, e cominciano così a suonare insieme. La formazione è completata da Michael Anthony e Joe Satriani, entrambi vecchi amici di Hagar. Il gruppo tiene il suo primo concerto ufficiale il 2 febbraio 2008 a Las Vegas. Hagar ha dichiarato che, dopo aver fatto ascoltare i primi pezzi, sono stati paragonati subito ai Led Zeppelin.
L'album di debutto del gruppo, Chickenfoot, viene pubblicato il 4 giugno 2009. Successivamente la band intraprende il suo primo tour mondiale. Il concerto al Comerica Theatre di Phoenix viene interamente filmato e pubblicato con il titolo Chickenfoot: Get Your Buzz On - Live. Nel 2010 la formazione entra in pausa per permettere a Chad Smith di lavorare all'album I'm with You dei Red Hot Chili Peppers.
La band pubblica il suo secondo album, Chickenfoot III, il 27 settembre 2011. Chad Smith partecipa alle registrazioni ma non segue la band in tour a causa dei suoi impegni paralleli con i Red Hot Chili Peppers. Al suo posto viene ingaggiato il batterista Kenny Aronoff.
Nell'ottobre 2015 Joe Satriani ritorna a parlare dei Chickenfoot, dicendo che la band è impegnata a comporre nuovo materiale. Nel maggio 2016 i quattro membri originari si riuniscono per due show a South Lake Tahoe. Durante i concerti, la band ha presentato una canzone inedita intitolata Divine Termination, poi inserita nella raccolta Best+Live pubblicata quello stesso anno.

## Formazione
- Sammy Hagar – voce, chitarra ritmica (2008-oggi)
- Joe Satriani – chitarra solista, tastiere (2008-oggi)
- Michael Anthony – basso, cori (2008-oggi)
- Chad Smith – batteria, percussioni (2008-oggi)

### Turnisti
- Kenny Aronoff – batteria, percussioni (2011-12)

## Discografia

### Album in studio
- 2009 – Chickenfoot
- 2011 – Chickenfoot III

### Album dal vivo
- 2012 – LV

### Raccolte
- 2017 – Best+Live

### Singoli
- 2009 – Oh Yeah
- 2009 – Soap on a Rope
- 2009 – Sexy Little Thing
- 2011 – Big Foot
- 2012 – Different Devil
- 2017 – Divine Termination

## Videografia
- 2010 – Chickenfoot: Get Your Buzz On - Live